# سد ماندراکا
سد ماندراکا (به لاتین: Mandraka Dam) یک سد وزنی در ماداگاسکار است که در Mandraka, Analamanga Region واقع شده‌است.